# Aradus falleni
Aradus falleni är en insektsart som beskrevs av Carl Stål 1860. Aradus falleni ingår i släktet Aradus och familjen barkskinnbaggar. Inga underarter finns listade i Catalogue of Life.